# Comitato di Loreto
Il Comitato di Loreto fu un feudo aleramico, che Bonifacio del Vasto lasciò in eredità al figlio Ottone dopo il 1125. Questi, però, cedette parte del feudo al comune di Asti. Con la sua scomparsa senza prole, la proprietà del feudo, divisa in sedicesimi, fu ripartita fra i suoi fratelli, dando origine a lunghe contese. Nel 1255 il castello di Loreto fu completamente distrutto dagli astigiani e gli abitanti furono costretti a trasferirsi a Costigliole.
Secondo il Settia l'estensione del cosiddetto “comitato” di Loreto coincideva con il territorio della pieve di Ponte, oggi scomparsa.
Era questa: «un'antica pieve che stava nel territorio di Costigliole nella regione del Cioccaro o di S. Agnese, ancora detta nel 1307 Plebs de Ponte, e della cui chiesa si vedevano i ruderi ancor pochi anni or sono» . Scrive Settia:
«sappiamo che la chiesa pievana di Ponte (... ) si trovava nell'odierno territorio di Costigliole d'Asti, in posizione quindi da poter comprendere nella sua giurisdizione tutto il territorio circoscritto dai quattro corsi d'acqua (...) che la separavano dalle adiacenti diocesi di Asti, Alba e Acqui». Fra i principali castelli del comitato di Loreto si segnalano anche Calosso, Agliano, Castelnuovo Calcea, Castagnole delle Lanze e Vinchio.
Secondo Gian Secondo de Canis Vinchio sarebbe il luogo, in cui circa nel 935 Aleramo avrebbe sconfitto i terribili "saraceni" di Frassineto.  Nel contiguo comune di Mombercelli si trova, inoltre, la località "Ronchi", probabilmente coincidente con la "villa di Ronchi", donata ad Aleramo proprio nel 935 da Ugo di Provenza e Lotario II d'Italia, re d'Italia. Da Agliano prese nome Bianca Lancia d'Agliano, dei marchesi di Busca, amante e forse moglie in articulo mortis di Federico II di Svevia. 